# Noko
Ne doit pas être confondu avec NOKKO.
Noko, nom de scène de Norman Fisher-Jones, né le 1er février 1962 à Bootle (Angleterre), est un musicien multi-instrumentiste, compositeur et producteur anglais.
Il a formé et ou joué avec plusieurs groupes, principalement en tant que guitariste ou bassiste. Dans l'ordre chronologique, il s'agit de Alvin the Aardvark and the Fuzzy Ants, Umbrella, le Pete Shelley Pete Shelley Group, The Cure, Luxuria, Apollo 440, Stealth Sonic Soul, Fast, Maximum Roach, James Maker et Noko 440 (également connu sous le nom de Frankenstein), Magazine, Raw Chimp, Levyathan, SCISM, Am I Dead Yet? et Buzzcocks (au concert commémoratif de Pete Shelley au Royal Albert Hall de Londres en 2019).

## Biographie
En novembre 2008, Noko est annoncé comme le guitariste du groupe reformé Magazine, rejoignant ses anciens collaborateurs Howard Devoto, Barry Adamson, John Doyle et Dave Formula.

## Équipement
Lors de sa tournée avec Magazine en 2009, Noko a utilisé une paire de guitares Yamaha SG1500 vertes avec un compresseur dyna MXR, un flanger MXR, un Boss DM-3 et un Boss PS-5. Le flanger était monté sur pied selon la configuration de John McGeoch et Robin Simon avec le groupe à la fin des années 1970. Pour l'amplification, Noko a utilisé deux combos Marshall JMP 2x12" de la fin des années 1970 avec des baffles Marshall 4x12' et un Fender Twin. Une Variax 700 Acoustic a été utilisée pour l'intro de I Want To Burn Again via un autre flanger MXR de la fin des années 1970.